# Gad Borel
Gad Borel (14 février 1942, Genève) est un photographe genevois.

## Biographie
Il fait un apprentissage de photographe en 1962 et il travaille dès 1963 avec le photographe genevois Paul Boissonnas. En 1965, il épouse la fille cadette du photographe Paul Boissonnas.
En 1969, à la suite d'un accident, Paul Boissonnas remet la gestion de l'atelier de photographie familial de Genève à Gad Borel, époux de sa fille cadette, Ninon Boissonnas (1941-2018). En 1970, ils fondent la Galerie des philosophes, qui deviendra la Canon Photo Gallery, et y exposent entre autres les photographes suisses Peter Knapp en 1975 et 1977 et Jean Mohr, l'Allemand Dieter Appelt. Ils éditent dans ce cadre des catalogues d'exposition ou la revue A propos. 
Il est cofondateur du Centre de la photographie de Genève en 1984 et le président de 1995 à 1998. Il participe à la vie de la photographie à Genève et à l'étude de son histoire. En parallèle à ses activités de photographe, de galeriste et d'enseignant, il a étudié les archives contenues dans le fonds d'atelier des Boissonnas et il s'est occupé de leur valorisation et de leur transmission,.